# Cinco
Cinco – obszar niemunicypalny w Kern County, w Kalifornii (Stany Zjednoczone), na wysokości 655 m.